# Minería del carbón en Chile
La minería del carbón en Chile está restringida a unos pocos lugares ubicados en la mitad sur del país. En Chile se han explotado yacimientos de carbón desde el siglo XIX para abastecer la demanda de barcos a vapor, pero el alto costo de producción y la transición a un incremento en el uso de las energías renovables, llevó a que en 1997 comenzaran a cerrar los principales yacimientos de carbón ubicados en la cuenca de Arauco. Actualmente la principal explotación nacional de carbón se encuentra en la Patagonia chilena, específicamente en Isla Riesco, donde Mina Invierno es el rajo abierto a carbón más grande de la historia de Chile. En 2012, la energía procedente del carbón representaba el 11,6% del consumo eléctrico de Chile. Actualmente el país no es considerado un gran productor de carbón.

## Distritos carboníferos
En Chile se conocen secuencias carboníferas de diferentes edades y características, sin embargo, desde un punto de vista económico destacan, de norte a sur, tres zonas de minería del carbón, las cuales son la Zona Central Sur (cuenca de Arauco-Concepción, 36-38° S), Zona Sur (estratos de Pupunahue y cuenca de Valdivia-Osorno, 39-42° S) y Zona Austral (cuenca de Magallanes, 51-54 ° S) en el extremo sur de Chile. La mayoría de los recursos de carbón de Chile se encuentran en la Zona Austral en el extremo sur de Chile.
| Distrito         | Subdistrito  | Formaciones carboníferas                                                | Edad del carbón          | Cuenca sedimentaria                                                  | Grado de carbón           | Minería a gran escala en la actualidad?       |
| ---------------- | ------------ | ----------------------------------------------------------------------- | ------------------------ | -------------------------------------------------------------------- | ------------------------- | --------------------------------------------- |
| Zona Central Sur | Sector Norte |                                                                         |                          | Cuenca de Itata                                                      | Subbituminoso             | No                                            |
| Zona Central Sur | Sector Sur   | Formación Curanilahue, Formación Trihueco                               | Eoceno                   | Cuenca de Arauco                                                     | Bituminoso                | No                                            |
| Zona Sur         |              | Estratos de Pupunahue y de Mulpún, Formación Cheuquemó, Formación Parga | Eoceno u Oligo - Mioceno | Cuenca Carbonífera Neógena Pupunahue-Mulpún,Cuenca Osorno-Llanquihue | Subbituminoso             | No, minería terminó a principio de los 2000s. |
| Zona Austral     |              | Formación Loreto                                                        | Eoceno - Oligoceno       | Cuenca de Magallanes                                                 | Lignítico y Subbituminoso | No, mina Invierno cerró en 2020               |

### Zona Central Sur

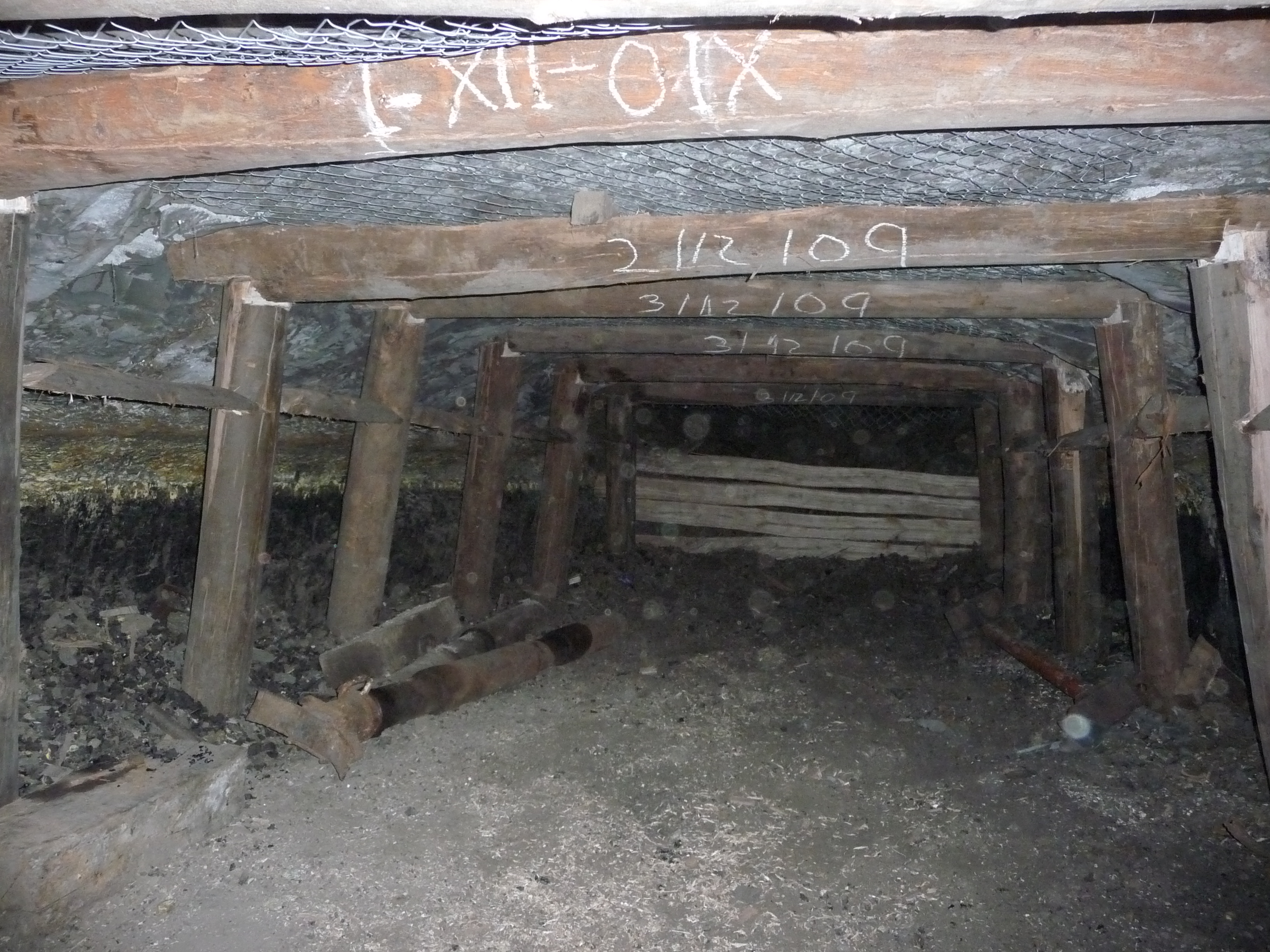
Interior de la mina de carbón El Chiflón del Diablo en Lota.

El uso de carbón de la región del Biobío como combustible se remonta al menos a 1557 cuando, según el cronista Diego de Rosales, el gobernador García Hurtado de Mendoza se quedó en la isla Quiriquina. Los primeros viajeros británicos tenían opiniones diferentes sobre el valor económico de los carbones chilenos, o más específicamente, aquellos de la Zona Central Sur. Mientras que David Barry consideraba que las brasas eran de buena calidad, Charles Darwin las encontró de poco valor. El cónsul británico en Chile predijo acertadamente en 1825 que el área alrededor de la desembocadura del río Biobío sería un centro de la industria carbonífera.
Sin embargo, no fue hasta mediados del siglo XIX que comenzó la minería de carbón a gran escala en la región. El detonante inicial de la minería del carbón fue la llegada de barcos de vapor al puerto de Talcahuano. Estos barcos de vapor, la mayoría de los cuales eran ingleses, compraban inicialmente el carbón a muy bajo precio y las vetas de carbón explotadas eran fáciles de trabajar ya que estaban casi al nivel del suelo.
El distrito minero de la región del Biobío se puede dividir en dos sectores: uno al sur y otro al norte del río Biobío:

#### Sector Norte
En el sector norte, la mina de Lirquén, que abastecía de carbón a la cementera Melón, fue una vez la más importante. El sector norte contiene carbón subbituminoso.

#### Sector Sur

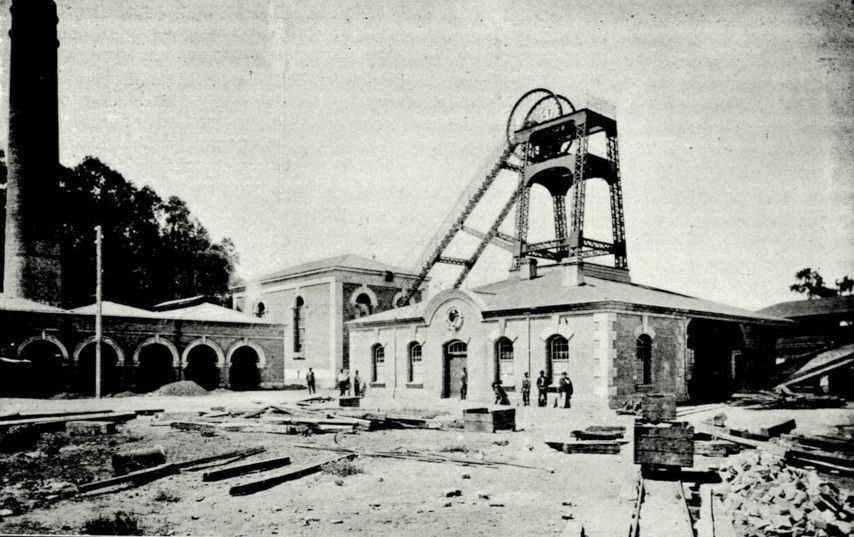
Pique Alberto en Lota (1903)

Los industriales Matías Cousiño y Federico Schwager iniciaron sus respectivas operaciones mineras en la denominada zona del carbón en 1852. La minería del carbón transformó rápidamente a Lota, de ser una zona fronteriza escasamente poblada a mediados del siglo XIX, a un gran centro industrial que atrajo a inmigrantes de todo Chile hasta bien entrado el siglo XX. Las minas de carbón de Lota fueron nacionalizadas por Salvador Allende, pero privatizadas nuevamente durante la dictadura de Augusto Pinochet. Dada la alta densidad de fallas geológicas que han desplazado los lechos carboníferos y la naturaleza delgada de estas (menos de un metro de espesor), la actividad minera en la cuenca de Arauco resultó difícil de mecanizar. Considerada tradicionalmente como el corazón de la minería del carbón en Chile, la minería del carbón a gran escala en la cuenca de Arauco terminó en la década de 1990. A pesar del declive de la industria del carbón, las comunidades de la zona continúan identificándose con la actividad carbonífera. Pequeños pirquineros de Coronel y Curanilahue, por ejemplo, firmaron en 2016 un acuerdo para proveer 1.000 toneladas de carbón mensuales a la central termoeléctrica Bocamina. Hacia 2019, según datos del Ministerio de Minería, en la zona se producían unas 80 mil toneladas al año, mayormente para consumo de industrias locales.
Los carbones del sector sur, es decir, los de la cuenca de Arauco, son principalmente de naturaleza bituminosa, y se consideran como los de mayor rango del país, por lo tanto deberían tener la mayor generación de metano; sin embargo, pero la intensa explotación y complejidad estructural de los yacimientos es un factor desfavorable para la extracción del gas.
Las siguientes minas estuvieron activas en el sector sur de la Zona Centro Sur: El Chiflón del Diablo, El Chiflón Costa, mina Consolidada, mina Chiflones Fortuna, mina Manto Grande, mina Socavón Victoria, Pique Anita, entre otras.

### Zona Sur
El distrito carbonífero de la Zona Sur abarca las regiones de Los Ríos y Los Lagos, aproximadamente desde el área de Valdivia hasta el Archipiélago de Chiloé. Los carbones del distrito de Zona Sur son de naturaleza subbituminosa.
El contexto geológico de los carbones de la Zona Sur no se comprende del todo, ya que existen opiniones divergentes sobre la estratigrafía y las edades de los mismos. Lo que dificulta el estudio de los carbones es el hecho de que hay pocos afloramientos carboníferos y el intento de correlación entre las diferentes localidades no ha sido del todo satisfactorio. Las estimaciones de edad varían. Una opinión común es que los carbones de la Zona Sur son de edad Oligo-Mioceno, por lo que son más jóvenes que los de la cuenca de Arauco más al norte. Sin embargo, los hallazgos de foraminíferos parecen indicar edades más avanzadas, es decir, datando del Eoceno. Las unidades geológicas que contienen cantidades económicamente significativas de carbón son los estratos de Pupunahue, los muy similares estratos de Mulpún, la formación Cheuquemó y la formación Parga.
Algunas de las minas de carbón más conocidas de la región de Los Ríos son: Arrau, Catamutún, Ciruelo, Máfil, Mulpún y Pupunahue. Si bien estas minas tuvieron rachas ocasionales en actividad, solo Catamutún estuvo en operación continua en el período entre 1940 y 2001. La explotación minera en Catamutún, la única mina de carbón activa en la Región de Los Ríos en ese momento, se detuvo después de un incendio subterráneo en 2001.
Durante un período del siglo XX, la red eléctrica de la ciudad de Valdivia funcionaba con carbón de las minas cercanas a Máfil. En la cuenca de Valdivia-Osorno, hubo explotación de carbones subbituminosos por cincuenta años en el norte de La Unión, y en Valdivia, donde funcionaba la mina Pupunahue, que operó irregularmente hasta que fue comprada por la empresa San Pedro de Catamutún. A partir de 2009, Antofagasta Minerals y la compañía australiana Carbon Energy desarrollaron un proyecto conjunto de gasificación de carbón subterráneo en la mina cerrada Mulpún, sin embargo, el proyecto fue suspendido en 2013.
Un poco más al sur, en la región de Los Lagos, se encuentran yacimientos de carbón en las formaciones geológicas de Cheuquemó y Parga. Los lechos de carbón delgados de esta última formación fueron objeto de operaciones mineras a pequeña escala a principios del siglo XX.

### Zona Austral

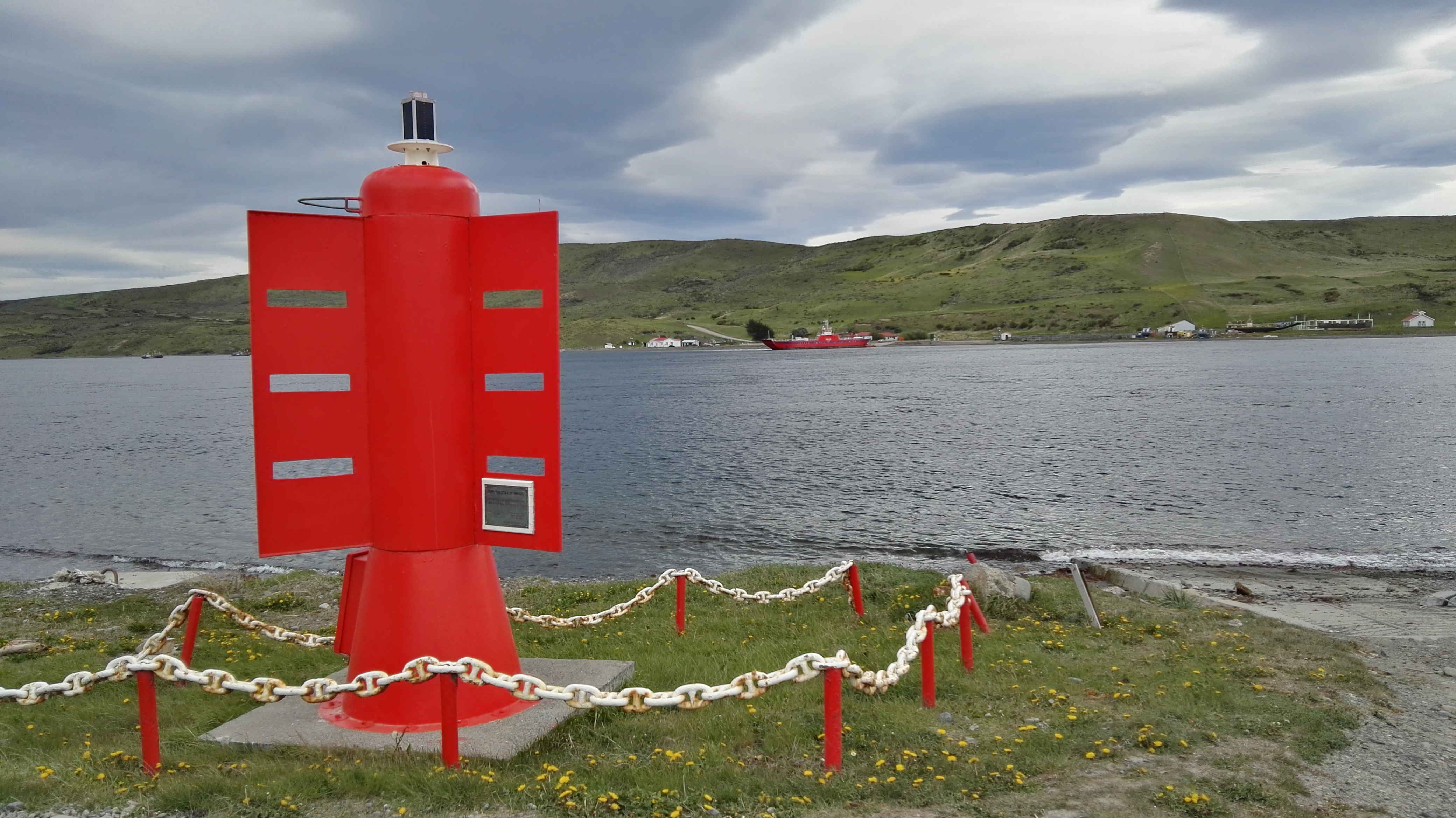
Isla Riesco ha sido escenario de diversos proyectos para desarrollar la minería del carbón en la Zona Austral

Los carbones de Magallanes afloran en el flanco occidental y norte de la cuenca sedimentaria, con un enterramiento superior a los 1.500 m en el depocentro. No han experimentado actividad tectónica extrema, y se extienden en forma continua en una región de al menos 30.000 km², desde la latitud de Puerto Natales hacia el sur.
El carbón fue descubierto por primera vez en la región de Magallanes por Pedro Sarmiento de Gamboa, quien visitó el estrecho de Magallanes en 1584. En los últimos años, se han investigado y ejecutado proyectos de extracción de carbón en la isla Riesco, siendo el más conocido el de mina Invierno, la cual paralizó sus operaciones en 2019, luego de que el Tercer Tribunal Ambiental prohibiera el uso de tronaduras para extraer carbón bajo la cota de 100 metros sobre el nivel del mar, impidiéndole a la empresa extraer cerca del 98% de las reservas mineras del yacimiento, estableciéndose el cierre paulatino de las faenas de lo que fue la mina de carbón a tajo abierto más grande del país.
Las siguientes minas han sido explotadas en la Zona Austral a lo largo de los años: Chilenita, Chinita, El Chino, Estela, Elena, Fernández Rocuant, Invierno, Josefina, Loreto, Magdalena, Natales, Peckett, Punta Arenas, Servidora, Soledad, Tres Hermanos, Tres Pasos, Tres Puentes, y Vulcano.

## Empresa estatal
La minería estatal del carbón fue responsabilidad de la Empresa Nacional del Carbón (ENACAR), que se formó como consecuencia de la crisis de las grandes empresas privadas Lota y Carbonífera Schwager S.A que, a pesar de su fusión en 1964, terminó por ser adquirida la mayoría de sus acciones por CORFO en 1970, durante el gobierno de Salvador Allende. De ahí se sucedieron una serie de planes de inversión y reorganización que no tuvieron otro resultado que crecientes pérdidas, acrecentadas por la competencia externa y la mala calidad del carbón nacional, cuyo alto contenido de azufre lo hace apto para usos muy restringidos. Las pérdidas llegaron a su máximo en 1996-1997, cuando se tomó la decisión de cierre de Lota. Desde entonces, la actividad de ENACAR estuvo limitada a la actividad productiva de las minas de Trongol y Victoria de Lebu, la comercialización de la producción propia y de compras efectuadas a los pequeños productores de la zona, y tareas derivadas de protocolos firmados con los sindicatos de Lota, tanto de capacitación y atención social, como los compromisos financieros adquiridos por el Gobierno de Chile. En abril de 2013,  el directorio de ENACAR aprobó la constitución de una comisión liquidadora que concretó finalmente la disolución de la empresa.